# آترت (رودخانه)
آترت (به لوکزامبورگی: Atert)، رودی است که در بلژیک و لوکزامبورگ جریان داشته و ریزابه چپی از آلزت است. طول آن ۳۸ کیلومتر بوده، که ۳۲ کیلومتر آن در لوکزامبورگ و ۶ کیلومتر آن در بلژیک است. سرچشمه آن نوبرسارت، در شمال غربی آرلن و در استان بلژیکی لوکزامبورگ قراردارد. این رود در کولمار-برگ به رودخانه آلزت می‌ریزد. از روستای آترت در بلژیک و شهرک‌های ردانژ، اوزلدانژ، بووانژ-اترت، و بیسن در لوکزامبورگ نیز عبور می‌کند.